# 컵케이크 (래퍼)
컵케이크(Cupcakke, 1997년 5월 31일 ~ )는 미국의 래퍼이다.

## 음반 목록
- Audacious (2016)
- Queen Elizabitch (2017)
- Ephorize (2018)
- Eden (2018)